# لوپاری
لوپاری (به لاتین: Lopary) یک منطقهٔ مسکونی در ماداگاسکار است که در ونگایندرانو واقع شده‌است. لوپاری ۲۴٬۰۰۰ نفر جمعیت دارد و ۷ متر بالاتر از سطح دریا واقع شده‌است.